# Propagandhi
Propagandhi är ett politiskt punkband bildat i Winnipeg i Kanada 1986 av Chris Hannah och Jord Samolesky.
Propagandhi gjorde sig kända under 1990-talet för att med melodisk punk och satiriska texter torgföra vänsterpolitiska åsikter och för att arbeta med en rad människorättsliga organisationer och frågor på gräsrotsnivå. Under 2000-talet har mycket av de satiriska inslagen hamnat i skymundan av ett allt starkare politisk patos. Några av de politiska frågor Propagandhi profilerat sig för är antirasism, antiimperialism, antifascism, antikapitalism och veganism.

## Historia
Propagandhi bildades 1986 som ett thrashband av barndomsvännerna Chris Hannah (gitarr) och Jordan Samolesky (trummor). Efter ett par basistbyten fann de John K Samson, och kom strax därpå i kontakt med Fat Mike från NOFX som släppte fullängdsdebuten How To Clean Everything 1993 på sitt eget skivbolag, Fat Wreck Chords. Propagandhi hade åtminstone musikaliskt sett mycket gemensamt med NOFX och många av de andra kaliforniska skatepunkbanden, men profilerade sig genom att med humor och satir kritisera bl.a. kapitalism, sexism och nationalism.
Efter att ha turnerat Nordamerika och Europa under ett par år släppte Propagandhi sitt andra album Less Talk, More Rock 1996, även det på Fat Wreck Chords. Titeln var medvetet missledande, eftersom bandet börjat göra sig kända för att hålla långa politiska anföranden mellan låtarna på sin spelningar. Konvolutet till Less Talk, More Rock innehöll dessutom korta essäer som presenterade bandets åsikter i politiska frågor.
Strax därpå bestämde sig Samson för att hoppa av bandet och startade istället The Weakerthans. Hannah och Samolesky grundade skivbolaget G7 Welcoming Committee och hittade en ny basist i Todd Kowalski (med ett förflutet i band som Swallowing Shit och I-Spy). Det tredje albumet, Today's Empires, Tomorrow's Ashes, dröjde dock fyra år och släpptes först 2001, då på G7 Welcoming Committee. Det visade sig att Kowalskis tillskott förändrat Propagandhis sound, och många av de trallvänliga melodierna hade bytts ut mot ett hårdare, snabbare och mer hardcoreorienterat sound. CD-versionen av albumet utgjorde dessutom en CD-ROM med videor och essäer om COINTELPRO och Svarta Pantrarna.
Efter Today's Empires, Tomorrow's Ashes dröjde det ytterligare fyra år innan nästa album. Potemkin City Limits släpptes i oktober 2005 på G7 Welcoming Committee. Albumets huvudtema var Irakkriget och en oförtröttlig kritik mot amerikansk imperialism. Liksom föregående album innehåll CD-versionen artiklar och essäer i politiska frågor. Textmässigt innebar Potemkin City Limits att mycket av den politiska satir som Propagandhi gjort sig kända för fick lämna plats för dystrare och mörkare skildringar av krig, folkmord och korruption.
I augusti 2006 tillkännagav bandet att David Guillas anslutit som andregitarrist.

## Diskografi

### Album
- How to Clean Everything (Fat Wreck Chords, 1993)
- Less Talk, More Rock (Fat Wreck Chords, 1996)
- Today's Empires, Tomorrow's Ashes (Fat Wreck Chords/G7 Welcoming Committee Records, 2001)
- Potemkin City Limits (Fat Wreck Chords/G7 Welcoming Committee Records, 2005)
- Supporting Caste (Smallman Records/G7 Welcoming Committee Records, 2009)
- Failed States (Epitaph Records, 2012)
- Victory Lap (Epitaph Records, 2017)
- At Peace (Epitaph Records, 2025)

### EP
- How to Clean a Couple o' Things 7" (Fat Wreck Chords, 1993)
- Where Quality is Job #1 double 7" (Recess Records, 1994)

### Splitskivor
- I'd Rather Be Flag-Burning 7" with I Spy (Recess Records, 1995)
- Propagandhi/F.Y.P. (a.k.a. "Letter of Resignation") 7" with F.Y.P. (Recess Records, 1995)

### Live
- Yep. kassett (Applecore Records, 1995)

### Samlingsskivor
- Where Quantity is Job #1 (G7 Welcoming Committee Records, 1998), en sammanställning av demos, livelåtar, alternativa versioner och låtar från andra samlingsalbum.